# Parafia św. Michała Archanioła w Kamieniu
Parafia Świętego Michała Archanioła w Kamieniu – parafia rzymskokatolicka w Kamieniu, należąca do archidiecezji lubelskiej i Dekanatu Chełm – Wschód. Została erygowana 15 czerwca 1920. Parafię prowadzą księża diecezjalni.

## Zasięg parafii
Do parafii należą wierni z następujących miejscowości: Andrzejów, Czerniejów, Ignatów-Kolonia, Ignatów, Józefin, Kamień-Kolonia, Kamień, Kroczyn, Majdan Pławanicki, Natalin, Olenówka, Pławanice-Kolonia, Pławanice, Rudolfin, Stefanów i Strachosław